# Nebraska (album)
Az 1982-es Nebraska Bruce Springsteen hatodik nagylemeze. A dalok eredetileg demónak készültek, Springsteen egy TEAC-144 CC kazetta alapú, négysávos mágnesszalagos rögzítővel vette fel otthon és az E Street Band-del rögzítették volna a végleges verziót stúdióban. Végül Springsteen úgy döntött, hogy ezeket a demókat adja ki. A dalok olyan karaktereket mutatnak, be, akik életükben fordulóponthoz érkeztek.  Szerepel az 1001 lemez, amit hallanod kell, mielőtt meghalsz című könyvben.

## Az album dalai
| 1. | Nebraska            | Bruce Springsteen | 4:32 |
| 2. | Atlantic City       | Springsteen       | 4:00 |
| 3. | Mansion on the Hill | Springsteen       | 4:08 |
| 4. | Johnny 99           | Springsteen       | 3:44 |
| 5. | Highway Patrolman   | Springsteen       | 5:40 |
| 6. | State Trooper       | Springsteen       | 3:17 |

| 1. | Used Cars         | Springsteen | 3:11 |
| 2. | Open All Night    | Springsteen | 2:58 |
| 3. | My Father's House | Springsteen | 5:07 |
| 4. | Reason to Believe | Springsteen | 4:11 |

## Közreműködők
- Bruce Springsteen – ének, gitár, szájharmonika, mandolin, xilofon, csörgődob, orgona

### Produkció
- Mike Batlin – hangmérnök
- David Michael Kennedy – fényképek
- Dennis King - mastering
- Andrea Klein – design

## Fordítás
Ez a szócikk részben vagy egészben a Nebraska (album) című angol Wikipédia-szócikk ezen változatának fordításán alapul.  Az eredeti cikk szerkesztőit annak laptörténete sorolja fel. Ez a jelzés csupán a megfogalmazás eredetét és a szerzői jogokat jelzi, nem szolgál a cikkben szereplő információk forrásmegjelöléseként.